# Hirekodige, Koppa
Hirekodige là một làng thuộc tehsil Koppa, huyện Chikmagalur, bang Karnataka, Ấn Độ.